# چوب‌ابریشمی
چوب‌ابریشمی (نام علمی: Nematolepis squamea) نام یک گونه از تیره سدابیان است.